# Tarhonya
Tarhonya – drobne kluski (makaron), charakterystyczne dla kuchni węgierskiej, znane też na Słowacji (tarhoňa).

## Przygotowanie
Kluski przygotowywane są z twardego, solonego ciasta złożonego z mąki, jajek i niewielkiej ilości wody. Ciasto takie ściera się na tarce z dużymi otworami, a po przesuszeniu uzyskanych wiórów gotuje się je w osolonej wodzie. Jednym z wariantów przygotowania klusek jest ich podrumienienie z niewielką ilością tłuszczu w piekarniku przed gotowaniem. Popularną formą serwowania tarhonyi jest podsmażenie ich na tłuszczu z cebulką, a następnie zalanie wodą z rozmieszaną papryką i zapieczenia całości w piekarniku (wariant ten nosi nazwę piritott tarhonya). 

## Serwowanie
Tarhonya to popularny na Węgrzech dodatek do mięs. Kluski sprzedawane są w sklepach w formie gotowej.